# 소니 DSLR-A500
소니 알파 DSLR-A500(영어: Sony Alpha DSLR-A500)는 2009년 9월에 A550과 함께 발표된 소니의 디지털 SLR이다. 손떨림 방지 기능과 퀵라이브뷰, 얼굴인식, 스마일셔터, HDR, DRO등 대부분의 기능들이 A550과 같으나 연사속도, LCD, 그리고 화소수 등 몇 가지 기능들의 수준을 낮추어 더욱 저렴한 가격으로 출시되었다.

## 같이 보기
- 미놀타 AF 카메라 시스템